# Petit-Goâve
Petit-Goâve, in creolo haitiano Tigwav, è un comune di Haiti facente parte dell'arrondissement di Léogâne nel dipartimento dell'Ovest.